# Distrito de Arghistan
El distrito de Arghistan está situado en la parte Noreste de la provincia de Kandahar, Afganistán. Tiene fronteras con los distrito de Spin Boldak al Sur y Oeste, con el de Daman al Oeste, con la provincia de Zābul al Norte; con el distrito de Maruf al Este y con Pakistán al Este y Sur. La población es de 30.500 personas (2006). La capital del distrito es el pueblo de Arghistan, localizado en la parte central del distrito, en el valle del río Arghistan.
Actualmente, el Equipo de Reconstrucción Provincial de origen estadounidense trabaja en la zona.